# Vacher géant
Molothrus oryzivorus
Espèce
Répartition géographique
Statut de conservation UICN

 LC  : Préoccupation mineure
Le Vacher géant (Molothrus oryzivorus) est une espèce de passereaux de la famille des ictéridés.

## Distribution
Le vacher géant occupe une petite portion du sud du Mexique, le nord du Guatemala, le Belize, le nord du Honduras et le Nicaragua, le Costa Rica, le Panama et tout le nord de l’Amérique du Sud, incluant une bonne partie du Brésil, la moitié nord de la Bolivie et tout le nord-est du Pérou. Il occupe également les îles Trinité-et-Tobago. Son abondance varie localement en fonction de la présence des hôtes qu’il parasite.

## Systématique
Deux sous-espèces sont reconnues : S. o. impacifica occupe le Mexique jusqu'au Panama et S. o. oryzivorus qu'on retrouve au Panama et dans le reste de l'Amérique du Sud, incluant les îles Trinité-et-Tobago.

## Habitat
Le seul vacher qui s’observe profondément dans la forêt, mais il ne s’y limite pas, parcourant tout autant les bordures forestières ainsi que les milieux habités et agricoles.  En fait, on le retrouve dans les mêmes habitats que ses hôtes réguliers. Il occupe généralement les basses terres et est rarement observé jusqu’à 1 500 mètres.

## Nidification
Le vacher géant est un parasite des cassiques. Ses œufs ont été trouvés dans le nid de sept espèces :
- le cassique cul-jaune
- le cassique cul-rouge
- le cassique huppé
- le cassique roussâtre
- le cassique vert
- le cassique à tête brune
- le cassique de Montezuma